# Serrasalmus nigricans
Serrasalmus nigricans är en fiskart som först beskrevs av Johann Baptist von Spix och Agassiz 1829.  Serrasalmus nigricans ingår i släktet Serrasalmus och familjen Characidae. Inga underarter finns listade i Catalogue of Life.